# Bromelina
Bromelina is een geslacht van spinnen uit de  familie van de Anyphaenidae (buisspinnen).

## Soorten
- Bromelina kochalkai Brescovit, 1993
- Bromelina oliola Brescovit, 1993
- Bromelina zuniala Brescovit, 1993